# 1182 Ilona
1182 Ilona är en asteroid i huvudbältet som upptäcktes den 3 mars 1927 av den tyske astronomen Karl Wilhelm Reinmuth. Asteroidens preliminära beteckning var 1927 EA. Bakgrunden till det namn den sedan fick är okänd.
Ilonas senaste periheliepassage skedde den 17 maj 2021.[Uppdatering behövs] Asteroidens rotationstid har beräknats till 29,8 timmar.